# Campeonato manomanista 1940
La I edición del Campeonato manomanista, máxima competición de pelota vasca en la variante de pelota mano profesional de primera categoría, se disputó en el año 1940, organizada por la Federación Española de Pelota Vasca.
El juez de la final fue el anterior campeón manomanista oficioso Juan Bautista Azcárate Mondragones.

## Pelotaris
| - Pelotaris: - Múgica I - Confites - Chara - Arteondo - Olascoaga - Ulacia II - Lazcano - Corono | - Txikito de Durango - Ubilla I - Cortabitarte - Aramburu - Artazo |  | - Cabezas de serie - Txikito de Mallavia - Felipe - Atano VII - Txikito de Iraeta - Rubio - Echave IV - Atano III (Defensor de título oficioso) |

## Eliminatorias previas
| Rojo      | Azul      | Tanteo |
| --------- | --------- | ------ |
| Múgica I  | Confites  | 22-06  |
| Chara     | Arteondo  | 22-15  |
| Olascoaga | Ulacia II | 22-10  |

## 1.ª Fase eliminatoria
| Rojo         | Azul               | Tanteo |
| ------------ | ------------------ | ------ |
| Lazcano      | Corono             | 22-08  |
| Olascoaga    | Txikito de Durango | 22-11  |
| Ubilla I     | Múgica I           | 22-16  |
| Cortabitarte | Aramburu           | 22-12  |
| Artazo       | Chara              | 22-12  |

## 2.ª Fase eliminatoria
| Rojo                | Azul      | Tanteo |
| ------------------- | --------- | ------ |
| Txikito de Mallavia | Felipe    | 22-18  |
| Atano VII           | Artazo    | 22-06  |
| Txikito de Iraeta   | Lazcano   | 22-14  |
| Rubio               | Olascoaga | 22-07  |

## 3.ª Fase eliminatoria
| Rojo              | Azul                | Tanteo |
| ----------------- | ------------------- | ------ |
| Ubilla I          | Txikito de Mallavia | 22-14  |
| Txikito de Iraeta | Echave IV           | 22-07  |

## 4.ª Fase eliminatoria
| Rojo              | Azul         | Tanteo |
| ----------------- | ------------ | ------ |
| Atano VII         | Cortabitarte | 22-19  |
| Txikito de Iraeta | Ubilla I     | 22-19  |

## Semifinales eliminatorias
| Rojo              | Azul      | Tanteo |
| ----------------- | --------- | ------ |
| Rubio             | Atano VII | 22-21  |
| Txikito de Iraeta | Rubio     | 22-06  |

## Final
| Fecha      | Frontón y localidad | Rojo      | Azul              | Tanteo |
| ---------- | ------------------- | --------- | ----------------- | ------ |
| 11/08/1940 | Gros, San Sebastián | Atano III | Txikito de Iraeta | 22-08  |